# فران أليسون
فران أليسون (بالإنجليزية: Fran Allison)‏ هي مغنية وممثلة أمريكية، ولدت في 20 نوفمبر 1907 في لا بورت سيتي في الولايات المتحدة، وتوفيت في 13 يونيو 1989 في شيرمان أوكس في الولايات المتحدة.

## وصلات خارجية
- فران أليسون على موقع IMDb (الإنجليزية)
- فران أليسون على موقع الموسوعة البريطانية (الإنجليزية)
- فران أليسون على موقع ميوزك برينز (الإنجليزية)
- فران أليسون على موقع أول موفي (الإنجليزية)
- فران أليسون على موقع إن إن دي بي (الإنجليزية)
- فران أليسون على موقع ديسكوغز (الإنجليزية)
- فران أليسون على موقع قاعدة بيانات الفيلم (الإنجليزية)
- فران أليسون على موقع كينوبويسك (الروسية)